# Peterlee
Peterlee är en stad och civil parish i kommunen Durham i England. Orten har 20 164 invånare (2011).